# Изповеди (филм)
„Изповеди“ (на японски: 告白) е японски филм от 2010 година, драма на режисьора Тецуя Накашима по негов собствен сценарий, базиран на едноименния роман 2008 година на Канае Минато.
В центъра на сюжета е прогимназиална учителка, която си отмъщава на двама от своите ученици, убили малката ѝ дъщеря, убеждавайки ги, че ги е заразила със СПИН, и подлагайки ги на психически тормоз. Главните роли се изпълняват от Такако Мацу, Юкито Нишии, Аи Хашимото, Каору Фудживара, Йошино Кимура.